# Canuto II de Suecia
Canuto Holmgersson (? - 1234). Rey de Suecia de 1229 hasta 1234. Era un noble de la Casa Folkung (Folkungar).  
, que formaba parte de la familia de Erico el Santo, al ser el bisnieto de este rey.
Canuto Holmergsson fue miembro del consejo real que gobernó Suecia entre 1222 y 1229, durante el reinado de Erico XI Eriksson, puesto que el monarca era menor de edad. Tras un levantamiento en busca del poder, le arrebató la corona a Erik y se coronó rey de Suecia en 1229, cargo que ocupó hasta su muerte, en 1234. Fue sucedido nuevamente por Erik XI. Las fuentes históricas acerca de Canuto son bastante parcas en información, por lo que se sabe muy poco acerca del corto reinado de este monarca.
Canuto se casó con Helena Pedersdatter Strange, cuya familia y fecha de fallecimiento varían según los investigadores. Una fuente informa que ella murió antes de 1227, y que era hija del jarl Folke Birgersson. Sus dos hijos, Holmger Knutsson (muerto en 1248) y Felipe Knutsson (muerto en 1251), murieron en los levantamientos Folkung, luchando contra Birger jarl.